# 1421

## Събития
- Флоренция издава първия патент за индустриално откритие на Филипо Брунелески

## Родени
- Беноцо Гоцоли, италиански художник